# Орхово (Брестская область)
О́рхово (бел. Орхава) — деревня в Брестском районе Брестской области Белоруссии, в 70 км к югу от Бреста и в 1,5 км к юго-востоку от Томашовки, недалеко от границ с Польшей и Украиной. Входит в состав Томашовского сельсовета.

## История
В XIX веке — деревня, центр имения в Брестском уезде Гродненской губернии. В 1870 году имением владел господин Каншевский, позднее — граф Замойский, им принадлежало 417 десятин земли.
По переписи 1897 года — 121 двор. В 1905 году — деревня Приборовской волости Брестского уезда.
После Рижского мирного договора 1921 года — в составе гмины Приборово Брестского повета Полесского воеводства Польши, 22 двора.
С 1939 года — в составе БССР. После войны деревня была перенесена подальше от границы с Польшей.

## Население
На 1 января 2018 года насчитывалось 238 жителей в 130 хозяйствах, из них 42 младше трудоспособного возраста, 134 — в трудоспособном возрасте и 62 — старше трудоспособного возраста. Есть магазин, кладбище, действует молочно-товарная ферма.